# Dariusz Olszewski
Dariusz Olszewski (ur. 26 listopada 1967 w Otwocku) – polski polityk, działacz sportowy, poseł na Sejm V i IX kadencji, prezes Polskiego Związku Rugby.

## Życiorys
Ukończył w 2005 studia z zakresu zarządzania i marketingu w Wyższej Szkole Przedsiębiorczości i Nauk Społecznych w Otwocku. W 2006 uzyskał magisterium z zarządzania organizacjami w Wyższej Szkole Finansów i Zarządzania w Białymstoku. W 2019 został absolwentem studiów typu Executive MBA w Wyższej Szkole Handlu i Usług w Poznaniu. Pracował w prywatnym przedsiębiorstwie i jako urzędnik samorządowy. W wyborach parlamentarnych w 2001 startował bez sukcesu do Sejmu z listy Prawa i Sprawiedliwości. Zasiadał we władzach regionalnych tej partii. Objął funkcję wiceprezesa Polskiej Federacji Sportu Młodzieżowego, był działaczem klubu sportowego Mazur Karczew.
W wyborach parlamentarnych w 2005 został wybrany do Sejmu w okręgu podwarszawskim. W 2007 nie został wpisany na listę wyborczą PiS. W 2009 bez powodzenia kandydował z listy Prawicy Rzeczypospolitej w wyborach do Parlamentu Europejskiego w okręgu wyborczym Warszawa, a w styczniu 2010 został członkiem zarządu nowo powstałej Polski Plus, rozwiązanej we wrześniu tego samego roku. W wyborach samorządowych w 2010 bez powodzenia kandydował z ramienia Komitetu Wyborczego Wyborców „Nasz Wspólny Dom” na burmistrza Karczewa (otrzymał 8,06% głosów). W 2012 zaangażował się w budowę mazowieckich struktur nowo utworzonej partii Solidarna Polska.
W 2016 został wybrany na prezesa Polskiego Związku Rugby. W wyborach w 2019 z listy Prawa i Sprawiedliwości jako przedstawiciel Solidarnej Polski wystartował ponownie do Sejmu. Uzyskał mandat posła IX kadencji, otrzymując 7454 głosy. W 2023 jego partia przemianowała się na Suwerenną Polskę. W wyborach w tym samym roku bezskutecznie ubiegał się o poselską reelekcję. W 2024 został wicestarostą powiatu otwockiego.

## Życie prywatne
Zamieszkał w Karczewie. Jest żonaty, ma dwóch synów.